# Maarten Willems
Maarten Willems (Den Haag, 18 augustus 1958) is een Nederlands dichter en liedschrijver. 
Willems deed M.O. Nederlands aan de School voor taal- en letterkunde en L.O. muziek aan het Ward instituut. Zijn teksten zijn soms serieus, dan weer humoristisch, maar altijd lichtvoetig van aard. Op de cd’s speelt hij samen met verschillende muzikanten zoals Frenk van Meeteren, Rens van der Zalm, Nicko Christiansen, Louis Blonk en Peter Wassenaar.

## Discografie
- 2004 Alles is al eens eerder gezegd
- 2005 Laveloze obsessie
- 2009 Iets goeds komt ook onverwacht
- 2012 Wat ga je doen
- 2014 Levend in Lokaal
- 2018 Niet uitgeteld

Onder de naam Muziekmeester Maarten bracht hij de volgende cd’s met  kinderliedjes uit:
- 2003 Ik zeg hallo
- 2010 Dans eens op de ladder

In 2020 werd de LP/CD  'Allemaal anders' door hem geproduceerd. Verschillende zangers, onder anderen Fred Piek, Nicko Christianse en Frenk van Meeteren, zingen daarop liedjes door Maarten Willems geschreven. 
- 2020 Allemaal anders